# José Fernando Bonaparte

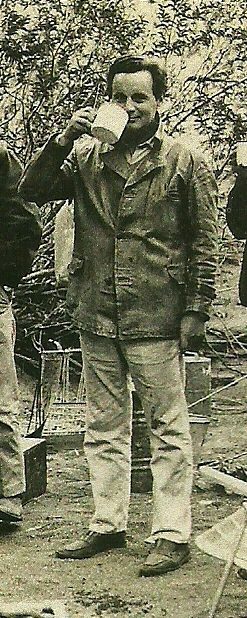
José Fernando Bonaparte in 1964.

José Fernando Bonaparte (Rosario, 14 juni 1928 - Mercedes, 18 februari 2020) was een Argentijns paleontoloog. Hij beschreef diverse geslachten van Zuid-Amerikaanse dinosauriërs en cynodonten.

## Loopbaan
Bonaparte werd in Rosario geboren als zoon van een Italiaans zeeman. Hij volgde nooit een opleiding in de Paleontologie, maar vanaf jonge leeftijd verzamelde Bonaparte fossielen. Later werd hij curator van de Universidad Nacional de Tucumán, waar Bonaparte in 1974 een eredoctoraat ontving. Aan het einde van de jaren zeventig ging hij werken voor het Museo Argentino de Ciencias Naturales Bernardino Rivadavia in Buenos Aires.

## Ontdekkingen
In 1993 beschreef Bonaparte samen met Rodolfo Coria een van de grootste landdieren ooit, de titanosauriër Argentinosaurus. Hij beschreef ook diverse andere Argentijnse dinosauriërs, zoals de sauropodomorf Riojasaurus (1969), de sauropoden Amargasaurus (1991) en Mussaurus (1979), de theropoden Abelisaurus en Carnotaurus (beide 1985), en Alvarezsaurus (1991).
Daarnaast deed Bonaparte diverse studies naar de cynodonten van Argentinië en Brazilië. Hij beschreef diverse geslachten uit de Rosário do Sul-groep en benoemde de Brasilodontidae, een familie die nauw verwant aan de zoogdieren is. Bonacynodon werd in 2016 naar Bonaparte vernoemd ter ere van zijn uitgebreide bijdragen aan de kennis over Zuid-Amerikaanse cynodonten. Tevens bestuurde Bonaparte de Zuid-Amerikaanse zoogdieren van het Laat-Krijt en het Vroeg-Paleoceen en hij beschreef een deel van de fauna van de Los Alamitos-formatie en Punta Peligro in Patagonië, waaronder Gondwanatherium en Peligrotherium.
Ook buiten Zuid-Amerika was Bonaparte actief en hij beschreef onder meer Iberomesornis, een vogel uit het Vroeg-Krijt van Spanje.
Bonaparte werd 91.
- Bibsys: 98017586
- Gemeinsame Normdatei: 1057373656
- International Standard Name Identifier: 0000 0001 0991 2530
- Library of Congress Control Number: n87916599
- Nationale Bibliotheek van Tsjechië: xx0330313
- Nationale Bibliotheek van Israël: 987007369615305171
- Système universitaire de documentation: 133615634
- Virtual International Authority File: 77848030
- WorldCat: E39PBJqqxyqJV4hmPJHx3YV9jC